# Muzeul Secuiesc al Ciucului

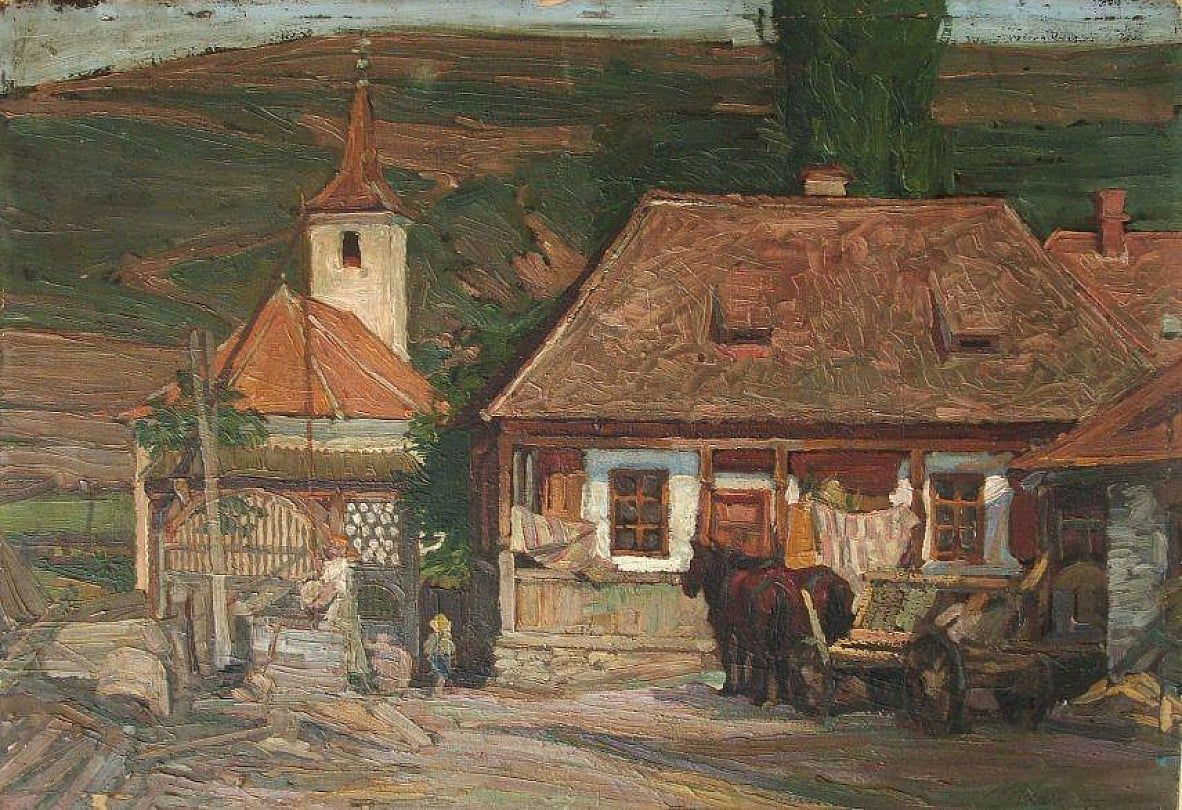
Ferenc Márton, Curtea noastră

Muzeul Secuiesc al Ciucului (în maghiară Csíki Székely Múzeum) a fost înființat în 1930 de Asociația Muzeului Secuiesc al Ciucului, fiind instituționalizat în 1949. În 1970 s-a mutat în Cetatea Mikó, monument istoric aflat în patrimoniul municipiului Miercurea Ciuc.
Patrimoniul muzeului cuprinde piese din colecția de istorie și arheologie: tezaurul dacic de argint descoperit la Sâncrăieni; colecția de etnografie: porturi populare, țesături, cusături, ceramică; colecția de artă: sculpturi și picturi medievale, desene și acuarele ale pictorului Ferenc Márton. Totodată, aici se găsește colecția de carte veche, care provine de la Biblioteca Franciscană din Șumuleu Ciuc și conferă prestigiu internațional Muzeului Secuiesc al Ciucului.
Secția în aer liber a luat ființă în 1972, când pe terenul din spatele Cetății Mikó au fost aduse și reclădite șase case țărănești din Ciucsângiorgiu, Cozmeni, Plăieșii de Sus, Joseni, Sânsimion și Corund, o fântână, un grânar (hambar) și 16 porți secuiești din toate zonele etnografice din județul Harghita.

## Expoziții

### Expoziții internaționale
- Munkácsy-képek Erdélyben, 2007
- A nagybányai művésztelep, 2008
- A tatárjárás, 2009
- Egyiptom művészete a fáraók korában, 2009–2010
- Démoni ragály: a pestis, 2010 (vándorkiállítás)
- Könczey Elemér: Fejadag (karikatúrák), 2010
- Barabás Miklós, Munkácsy Mihály, Szinyei Merse Pál és kortársaik - remekművek a 19. századi magyar magyar festészetből, 2010
- Visszacsatolás. Nagy István-kiállítás., 2010
- Cserkésztörténeti kiállítás, 2010
- A fekete leves, 2011